# Tahat
Le mont Tahat est d'origine volcanique. Il est situé dans la zone aride du Sahara central. S'élevant dans un environnement de rocailles et de plateaux, il culmine à 2 918 mètres d'altitude. C'est le plus haut sommet du massif du Hoggar ainsi que de l'Algérie.
Ce massif est peuplé par des Touaregs. La ville de Tamanrasset, carrefour du Sahara central, se dresse au sud-ouest du Hoggar. On a découvert dans ces montagnes des peintures rupestres datant d'une période comprise entre 8000 et 2000 av. J.-C., représentant des scènes d'élevage de bétail et de chasse d'animaux qui vivent aujourd'hui exclusivement dans le Sud du Sahara, ce qui laisse supposer qu'un changement de climat s'est produit depuis cette époque.[réf. nécessaire]

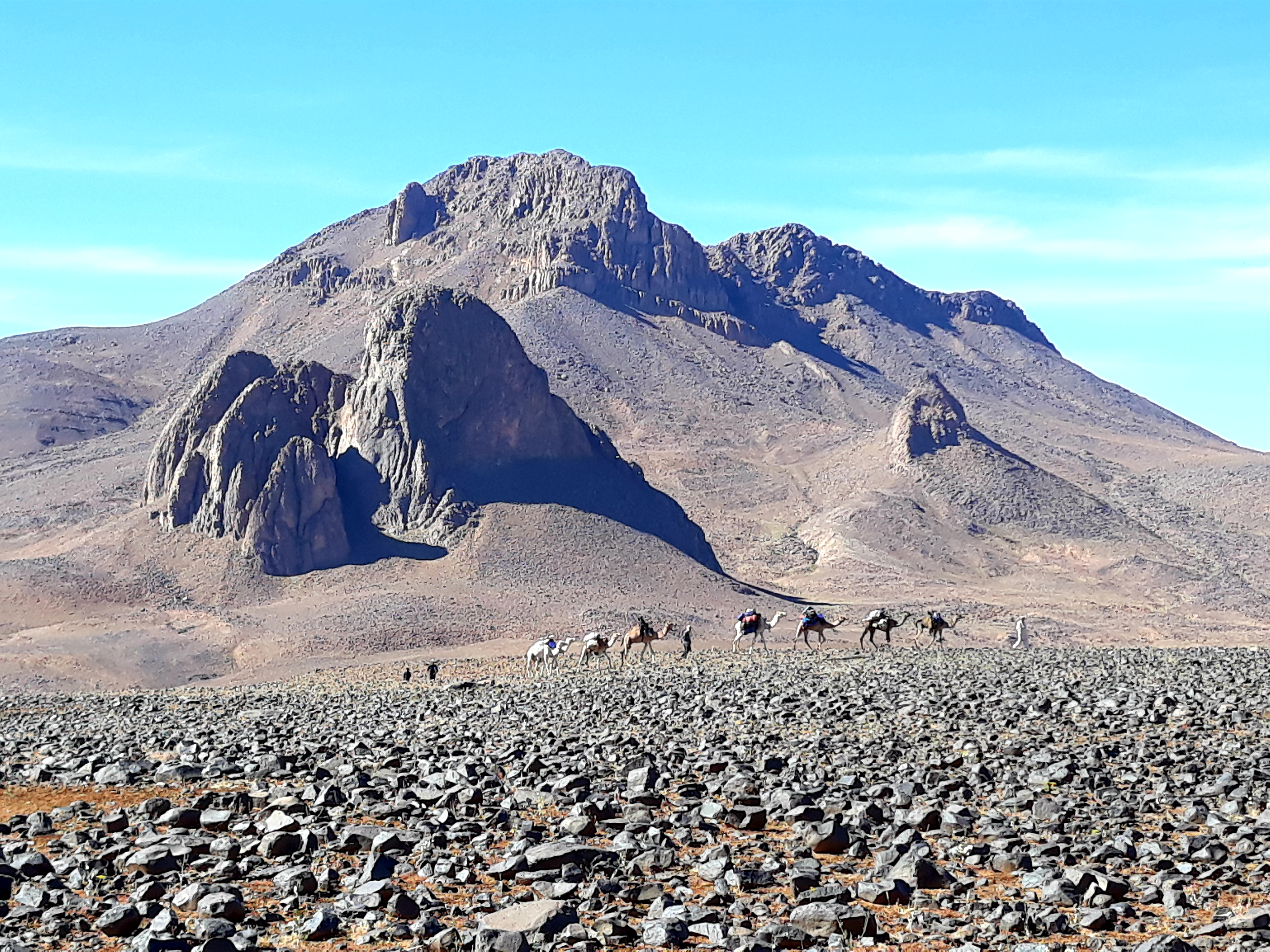
Vue du mont Tahat depuis l'est.